# العجلان
تعد أسرة العجلان في محافظة عيون الجواء بمنطقة القصيم أسرة من الحاضرة متفرعة من أولاد مسند من العلي من الدهامشة من العمارات من بشر من عنزة.
وهي الأسرة الحاكمة لحاضرة عيون الجواء بمنطقة القصيم لقرون عديدة، تلك المحافظة التي تمتاز بموقعها الاستراتيجي بين القصيم وحائل ويتميز أهلها بلهجتهم المميزة عن غيرهم من محافظات القصيم كذلك يعرف معظم اهلها بأنهم كانوا من العقيلات الذين اشتهروا بالتجارة وضربت فيهم الأمثال لأمانتهم. وهم غير أسره العجلان في محافظة البرة ورغبة الذين من قبيلة هذيل